# Seven de la República Femenino 2023
El Seven de la República Femenino de 2023 fue la séptima edición del torneo de rugby 7 de fin de temporada para uniones provinciales afiliadas a la Unión Argentina de Rugby. Se llevó a cabo el 2 y 3 de diciembre de 2023, en La Tortuguita y Yarará, sedes del Paraná Rowing Club, y El Plumazo, del Club Atlético Estudiantes de Paraná.
Por primera vez desde el Seven de la República de 2018, los torneos masculinos y femeninos se disputaron de forma simultánea. El torneo masculino volvió a disputarse íntegramente en El Plumazo, mientras que los torneos femeninos lo hicieron en las sedes del Paraná Rowing Club, a excepción de las finales, las cuales se jugaron en la sede del CAE.
El seleccionado de la Unión de Rugby de Buenos Aires consiguió su quinto título, el tercero de forma consecutiva, al vencer 12-10 en la final a la Unión de Rugby de Tucumán. El seleccionado porteño revirtió un 10-0 parcial en favor de las tucumanas a través de dos tries, anotados por Sofía González y Milagros Lecuona. En la Zona Desarrollo, las ganadoras fueron las Teras, el seleccionado invitado de Uruguay, que derrotaron 12-0 en la final a Entre Ríos.

## Equipos participantes
Participaron de esta edición dieciséis equipos: ocho en la Zona Campeonato y ocho en la Zona Desarrollo. Los equipos clasificaron a través de su desempeño en sus respectivos Torneos Regionales de Selecciones.
| División                  | Equipo       | Unión                                                | Vía de clasificación                       |
| ------------------------- | ------------ | ---------------------------------------------------- | ------------------------------------------ |
| Zona Campeonato 8 equipos | Alto Valle   | Unión de Rugby del Alto Valle de Río Negro y Neuquén | Campeón del Torneo Regional Patagónico.    |
| Zona Campeonato 8 equipos | Austral      | Unión de Rugby Austral                               | Subcampeón con mayor cantidad de fichajes. |
| Zona Campeonato 8 equipos | Buenos Aires | Unión de Rugby de Buenos Aires                       | Campeón del Torneo Regional Pampeano.      |
| Zona Campeonato 8 equipos | Córdoba      | Unión Cordobesa de Rugby                             | Campeón del Torneo Regional Centro.        |
| Zona Campeonato 8 equipos | Cuyo         | Unión de Rugby de Cuyo                               | Campeón del Torneo Regional Oeste.         |
| Zona Campeonato 8 equipos | Nordeste     | Unión de Rugby del Nordeste                          | Campeón del Torneo Regional NEA.           |
| Zona Campeonato 8 equipos | Salta        | Unión de Rugby de Salta                              | Subcampeón con mayor cantidad de fichajes. |
| Zona Campeonato 8 equipos | Tucumán      | Unión de Rugby de Tucumán                            | Campeón del Torneo Regional NOA.           |
| Zona Desarrollo 8 equipos | Andina       | Unión Andina de Rugby                                | Subcampeón del Torneo Regional Oeste.      |
| Zona Desarrollo 8 equipos | Entre Ríos   | Unión Entrerriana de Rugby                           | 3.° con mayor cantidad de fichajes.        |
| Zona Desarrollo 8 equipos | Formosa      | Unión de Rugby de Formosa                            | Subcampeón del Torneo Regional NEA.        |
| Zona Desarrollo 8 equipos | Misiones     | Unión de Rugby de Misiones                           | 3.° con mayor cantidad de fichajes.        |
| Zona Desarrollo 8 equipos | Oeste        | Unión de Rugby del Oeste de Buenos Aires             | 3.° con mayor cantidad de fichajes.        |
| Zona Desarrollo 8 equipos | Rosario      | Unión de Rugby de Rosario                            | Subcampeón del Torneo Regional Centro.     |
| Zona Desarrollo 8 equipos | Sur          | Unión de Rugby del Sur                               | Subcampeón del Torneo Regional Pampeano.   |
| Zona Desarrollo 8 equipos | Uruguay      | Unión de Rugby del Uruguay                           | Invitado.                                  |

En cursiva los seleccionados internacionales invitados.
Originalmente, la Selección femenina de rugby 7 de Uruguay había sido invitada a formar parte del torneo en la Zona Campeonato , la cual estaba dividida en tres grupos de tres equipos cada uno. Sin embargo, debido a la ausencia del seleccionado de la Unión Santiagueña de Rugby en la Zona Desarrollo, Las Teras pasaron a formar parte del segundo nivel en su lugar, resultando en dos grupos de cuatro equipos cada uno en ambas divisiones.
Cambio de formato
El formato de disputa del torneo tuvo ciertos cambios durante esta temporada, reduciendo la cantidad total de partidos disputados por cada equipo, al igual que en el torneo masculino. Se mantuvo la división del torneo en Campeonato y Desarrollo y sus respectivas zonas, pero se eliminó la instancia de semifinales durante la fase final. De esta manera, cada equipo clasificó de forma directa a su respectiva final (1.°, 3.°, 5.° y 7.° puesto) dependiendo de su clasificación final en la fase de grupos. De esta forma, la cantidad de partidos disputados por cada equipos se redujo de cinco a cuatro por torneo.

## Zona Campeonato

### Zona 1
| Pos. | Equipos      | Partidos | Partidos | Partidos | Tantos | Tantos | Tantos | Pts. |
| Pos. | Equipos      | G        | E        | P        | PF     | PC     | DP     | Pts. |
| ---- | ------------ | -------- | -------- | -------- | ------ | ------ | ------ | ---- |
| 1.°  | Buenos Aires | 3        | 0        | 0        | 91     | 7      | +84    | 6    |
| 2.°  | Nordeste     | 2        | 0        | 1        | 60     | 20     | +40    | 4    |
| 3.°  | Salta        | 1        | 0        | 2        | 17     | 76     | -59    | 2    |
| 4.°  | Austral      | 0        | 0        | 3        | 10     | 75     | -65    | 0    |

|  | Clasifica a la final.            |
|  | Clasifica a final por 3.° puesto |
|  | Clasifica a final por 5.° puesto |
|  | Clasifica a final por 7.° puesto |

| 2 de diciembre | Nordeste | 20 - 0  | Austral | Paraná Rowing Club, Paraná |  |
|                |          | Reporte |         |                            |  |

| 2 de diciembre | Buenos Aires | 33 - 0  | Salta | Paraná Rowing Club, Paraná |  |
|                |              | Reporte |       |                            |  |

| 2 de diciembre | Austral | 10 - 12 | Salta | Paraná Rowing Club, Paraná |  |
|                |         | Reporte |       |                            |  |

| 2 de diciembre | Buenos Aires | 15 - 7  | Nordeste | Paraná Rowing Club, Paraná |  |
|                |              | Reporte |          |                            |  |

| 3 de diciembre | Buenos Aires | 43 - 0  | Austral | Paraná Rowing Club, Paraná |  |
|                |              | Reporte |         |                            |  |

| 3 de diciembre | Nordeste | 33 - 5  | Salta | Paraná Rowing Club, Paraná |  |
|                |          | Reporte |       |                            |  |

### Zona 2
| Pos. | Equipos    | Partidos | Partidos | Partidos | Tantos | Tantos | Tantos | Pts. |
| Pos. | Equipos    | G        | E        | P        | PF     | PC     | DP     | Pts. |
| ---- | ---------- | -------- | -------- | -------- | ------ | ------ | ------ | ---- |
| 1.°  | Tucumán    | 3        | 0        | 0        | 78     | 14     | +64    | 6    |
| 2.°  | Córdoba    | 2        | 0        | 1        | 53     | 25     | +28    | 4    |
| 3.°  | Alto Valle | 1        | 0        | 2        | 32     | 29     | +3     | 2    |
| 4.°  | Cuyo       | 0        | 0        | 3        | 5      | 100    | -95    | 0    |

|  | Clasifica a la final.            |
|  | Clasifica a final por 3.° puesto |
|  | Clasifica a final por 5.° puesto |
|  | Clasifica a final por 7.° puesto |

| 2 de diciembre | Tucumán | 17 - 7  | Alto Valle | Paraná Rowing Club, Paraná |  |
|                |         | Reporte |            |                            |  |

| 2 de diciembre | Córdoba | 34 - 5  | Cuyo | Paraná Rowing Club, Paraná |  |
|                |         | Reporte |      |                            |  |

| 2 de diciembre | Alto Valle | 20 - 0  | Cuyo | Paraná Rowing Club, Paraná |  |
|                |            | Reporte |      |                            |  |

| 2 de diciembre | Córdoba | 7 - 15  | Tucumán | Paraná Rowing Club, Paraná |  |
|                |         | Reporte |         |                            |  |

| 3 de diciembre | Córdoba | 12 - 5  | Alto Valle | Paraná Rowing Club, Paraná |  |
|                |         | Reporte |            |                            |  |

| 3 de diciembre | Tucumán | 46 - 0  | Cuyo | Paraná Rowing Club, Paraná |  |
|                |         | Reporte |      |                            |  |

## Zona Desarrollo

### Zona 3
| Pos. | Equipos  | Partidos | Partidos | Partidos | Tantos | Tantos | Tantos | Pts. |
| Pos. | Equipos  | G        | E        | P        | PF     | PC     | DP     | Pts. |
| ---- | -------- | -------- | -------- | -------- | ------ | ------ | ------ | ---- |
| 1.°  | Uruguay  | 2        | 1        | 0        | 51     | 37     | +14    | 5    |
| 2.°  | Oeste    | 2        | 0        | 1        | 56     | 39     | +17    | 4    |
| 3.°  | Misiones | 1        | 0        | 2        | 49     | 48     | +1     | 2    |
| 4.°  | Rosario  | 0        | 1        | 2        | 29     | 61     | -32    | 1    |

|  | Clasifica a la final.            |
|  | Clasifica a final por 3.° puesto |
|  | Clasifica a final por 5.° puesto |
|  | Clasifica a final por 7.° puesto |

| 2 de diciembre | Rosario | 0 - 22  | Oeste | Paraná Rowing Club, Paraná |  |
|                |         | Reporte |       |                            |  |

| 2 de diciembre | Uruguay | 12 - 10 | Misiones | Paraná Rowing Club, Paraná |  |
|                |         | Reporte |          |                            |  |

| 2 de diciembre | Oeste | 10 - 22 | Uruguay | Paraná Rowing Club, Paraná |  |
|                |       | Reporte |         |                            |  |

| 2 de diciembre | Misiones | 22 - 12 | Rosario | Paraná Rowing Club, Paraná |  |
|                |          | Reporte |         |                            |  |

| 3 de diciembre | Misiones | 17 - 24 | Oeste | Paraná Rowing Club, Paraná |  |
|                |          | Reporte |       |                            |  |

| 3 de diciembre | Rosario | 17 - 17 | Uruguay | Paraná Rowing Club, Paraná |  |
|                |         | Reporte |         |                            |  |

### Zona 4
| Pos. | Equipos    | Partidos | Partidos | Partidos | Tantos | Tantos | Tantos | Pts. |
| Pos. | Equipos    | G        | E        | P        | PF     | PC     | DP     | Pts. |
| ---- | ---------- | -------- | -------- | -------- | ------ | ------ | ------ | ---- |
| 1.°  | Entre Ríos | 3        | 0        | 0        | 32     | 15     | +17    | 6    |
| 2.°  | Sur        | 2        | 0        | 1        | 27     | 10     | +17    | 4    |
| 3.°  | Andina     | 1        | 0        | 2        | 10     | 32     | -22    | 2    |
| 4.°  | Formosa    | 0        | 0        | 3        | 15     | 27     | -12    | 0    |

|  | Clasifica a la final.            |
|  | Clasifica a final por 3.° puesto |
|  | Clasifica a final por 5.° puesto |
|  | Clasifica a final por 7.° puesto |

| 2 de diciembre | Sur | 10 - 5  | Formosa | Paraná Rowing Club, Paraná |  |
|                |     | Reporte |         |                            |  |

| 2 de diciembre | Entre Ríos | 15 - 5  | Andina | Paraná Rowing Club, Paraná |  |
|                |            | Reporte |        |                            |  |

| 2 de diciembre | Formosa | 10 - 12 | Entre Ríos | Paraná Rowing Club, Paraná |  |
|                |         | Reporte |            |                            |  |

| 2 de diciembre | Andina | 0 - 17  | Sur | Paraná Rowing Club, Paraná |  |
|                |        | Reporte |     |                            |  |

| 3 de diciembre | Andina | 5 - 0   | Formosa | Paraná Rowing Club, Paraná |  |
|                |        | Reporte |         |                            |  |

| 3 de diciembre | Sur | 0 - 5   | Entre Ríos | Paraná Rowing Club, Paraná |  |
|                |     | Reporte |            |                            |  |

## Fase final

### Zona Campeonato
Final
| 3 de diciembre | Buenos Aires | 12 - 10 | Tucumán | CA Estudiantes, Paraná |  |
|                |              | Reporte |         |                        |  |

Final 3.º puesto
| 3 de diciembre | Nordeste | 14 - 5  | Córdoba | Paraná Rowing Club, Paraná |  |
|                |          | Reporte |         |                            |  |

Final 5.º puesto
| 3 de diciembre | Salta | 0 - 42  | Alto Valle | Paraná Rowing Club, Paraná |  |
|                |       | Reporte |            |                            |  |

Final 7.º puesto
| 3 de diciembre | Austral | 0 - 12  | Cuyo | Paraná Rowing Club, Paraná |  |
|                |         | Reporte |      |                            |  |

### Zona Desarrollo
Final
| 3 de diciembre | Uruguay | 12 - 0  | Entre Ríos | CA Estudiantes, Paraná |  |
|                |         | Reporte |            |                        |  |

Final 3.º puesto
| 3 de diciembre | Oeste | 15 - 10 | Sur | Paraná Rowing Club, Paraná |  |
|                |       | Reporte |     |                            |  |

Final 5.º puesto
| 3 de diciembre | Misiones | 19 - 5  | Andina | Paraná Rowing Club, Paraná |  |
|                |          | Reporte |        |                            |  |

Final 7.º puesto
| 3 de diciembre                                                                               | Rosario | 7 - 7   | Formosa | Paraná Rowing Club, Paraná |  |
|                                                                                              |         | Reporte |         |                            |  |
| La Unión de Rugby de Rosario ganó el partido por tener mejor desempeño en la fase de grupos. |         |         |         |                            |  |

## Tabla de posiciones
Tabla de posiciones final al terminar el campeonato:
| 1.° | Buenos Aires | 4 | 0 | 0 | 103 | 17  | +86  |
| 2.° | Tucumán      | 3 | 0 | 1 | 88  | 26  | +62  |
| 3.° | Nordeste     | 3 | 0 | 1 | 74  | 25  | +49  |
| 4.° | Córdoba      | 2 | 0 | 2 | 58  | 39  | +19  |
| 5.° | Alto Valle   | 2 | 0 | 2 | 74  | 29  | +45  |
| 6.° | Salta        | 1 | 0 | 3 | 17  | 118 | -101 |
| 7.° | Cuyo         | 1 | 0 | 3 | 17  | 100 | -83  |
| 8.° | Austral      | 0 | 0 | 4 | 10  | 87  | -77  |

| 9.°  | Uruguay    | 3 | 1 | 0 | 63 | 37 | +26 |
| 10.° | Entre Ríos | 3 | 0 | 1 | 32 | 27 | +5  |
| 11.° | Oeste      | 3 | 0 | 1 | 71 | 49 | +22 |
| 12.° | Sur        | 2 | 0 | 2 | 37 | 25 | +12 |
| 13.° | Misiones   | 2 | 0 | 2 | 68 | 53 | +15 |
| 14.° | Andina     | 1 | 0 | 3 | 15 | 51 | -36 |
| 15.° | Rosario    | 0 | 2 | 2 | 36 | 68 | -32 |
| 16.° | Formosa    | 0 | 1 | 3 | 22 | 34 | -12 |

|                      |
| Buenos Aires Campeón |
| Quinto título        |